# IRB Pacific Nations Cup 2007
La IRB Pacific Nations Cup 2007 fu la seconda edizione della IRB Pacific Nations Cup, e la prima a chiamarsi ufficialmente con tale nome: alle cinque Nazionali già presenti nel 2006, infatti, dal 2007 si aggiunse alla manifestazione anche l'Australia che partecipò con la propria Nazionale “A”.
Come nell'edizione precedente, anche quella del 2007 fu vinta dagli Junior All Blacks con punteggio pieno e il bonus conquistato in ogni incontro per avervi realizzato almeno quattro mete in ciascuno di essi.

## Risultati
| Data           | Incontro                        | Risultato | Sede          |
| -------------- | ------------------------------- | --------- | ------------- |
| 17 maggio 2007 | Samoa ― Figi                    | 8–3       | Apia          |
| 25 maggio 2007 | Australia A ― Tonga             | 60–15     | Sydney        |
| 26 maggio 2007 | Figi ― Giappone                 | 30–15     | Lautoka       |
| 26 maggio 2007 | Samoa ― Junior All Blacks       | 10–31     | Apia          |
| 2 giugno 2007  | Figi ― Junior All Blacks        | 8–57      | Suva          |
| 2 giugno 2007  | Tonga ― Giappone                | 17–20     | Coffs Harbour |
| 2 giugno 2007  | Australia A ― Samoa             | 27–15     | Coffs Harbour |
| 9 giugno 2007  | Tonga ― Junior All Blacks       | 13–39     | Nukuʻalofa    |
| 9 giugno 2007  | Australia A ― Giappone          | 71–10     | Townsville    |
| 16 giugno 2007 | Giappone ― Samoa                | 3–13      | Sendai        |
| 16 giugno 2007 | Figi ― Tonga                    | 15–21     | Lautoka       |
| 16 giugno 2007 | Junior All Blacks ― Australia A | 50–0      | Otago         |
| 23 giugno 2007 | Samoa ― Tonga                   | 50–3      | Apia          |
| 23 giugno 2007 | Figi ― Australia A              | 14–14     | Suva          |
| 24 giugno 2007 | Giappone ― Junior All Blacks    | 3–51      | Tokyo         |

## Classifica
|  | Classifica    | G | V | N | P | PF  | PS  | diff. | BM | BS | PT |
|  | ------------- | - | - | - | - | --- | --- | ----- | -- | -- | -- |
|  | Nuova Zelanda | 5 | 5 | 0 | 0 | 228 | 34  | +194  | 5  | 0  | 25 |
|  | Australia     | 5 | 3 | 1 | 1 | 172 | 104 | +68   | 2  | 0  | 16 |
|  | Samoa         | 5 | 3 | 0 | 2 | 96  | 67  | +29   | 1  | 0  | 13 |
|  | Figi          | 5 | 1 | 1 | 3 | 70  | 115 | -45   | 1  | 2  | 9  |
|  | Tonga         | 5 | 1 | 0 | 4 | 69  | 184 | -115  | 0  | 1  | 5  |
|  | Giappone      | 5 | 1 | 0 | 4 | 51  | 182 | -131  | 0  | 0  | 4  |